# Limeña (transporte)
El transporte BAP Limeña fue un buque a vapor de rueda de paletas de guerra de la Marina de Guerra del Perú que participó en la Guerra del Pacífico. 
Era un vapor de casco de fierro de 6, 4 y 3 líneas divididos en secciones verticales.

## Adquisición
Construido en 1865, cuando ocurrió la sublevación del Huáscar en 1877, el gobierno peruano decidió fletar un vapor para que remolcara al monitor Atahualpa, pero como los costos eran muy altos, se decidió por comprar uno. De esta manera, compró el vapor comercial Limeña de la británica Pacific Steam Navigation Company.PSNC por S/. 150 mil el 11 de mayo de 1877. El contraalmirante De Horsey, jefe de las fuerzas navales británicas del Pacífico, se había opuesto a que la PSNC flete alguno de sus buques al gobierno peruano, porque no tendría derecho a defenderla en caso fuera atacada por el blindado rebelde Huáscar.

## Armamento
Cuando se inició la guerra del Pacífico, se le artilló con dos cañones Armstrong de a 40 libras, pero en junio de 1879 se le cambió por dos cañones rayados de a 30 kg o de 70 libras que habían pertenecido a la corbeta América. Estos cañones tenían 162 milímetros de calibre
En septiembre de 1879, se le cambiaron esos cañones por otros dos Rodman de 8 pulgadas de calibre y 65 libras de peso de proyectil.

## Operaciones Bélicas
Cuando se inició la guerra, estaba al mando del capitán de navío Juan José Raygada. El 10 de mayo de 1879, se le adjuntó a la Tercera División Naval al mando del capitán de navío Camilo Carrillo y conformada también por los monitores Manco Cápac y Atahualpa Cuando empezó la guerra, estaba en mal estado, inclusive el 4 de abril de 1879 le fueron cambiados sus tubos de las calderas.
El 16 de mayo de 1879, salió del Callao en convoy junto con los transportes Chalaco y Oroya, escoltados por los blindados Independencia y Huáscar hacia Arica, a donde llegó el 20. Tras dejar las tropas, regresó al Callao el 23 de mayo. 
Nuevamente zarpa para Arica el 26 de mayo de 1879, a donde llega el 31, descarga rápidamente un cañón Vavasseur de 9 pulgadas (236 libras) y regresa al Callao el 2 de junio. En el regreso avistó a la cañonera Magallanes, de la que escapó.
Del 8 al 26 de junio está en reparaciones en el Callao y entra a dique del 27 al 30 de junio de 1879. A finales de junio de 1880 se encarga de trasladar heridos de las batallas de Tacna y Arica, y rabonas desde Arica hacia El Callao, además de los restos de Francisco Bolognesi, Juan Guillermo More, y Ramón Zavala, muertos en la Batalla de Arica.
Ante el bloqueo del Callao y luego de las derrotas por la batalla de San Juan y Chorrillos y la batalla de Miraflores el buque fue hundido por su propia tripulación junto con resto de la flota peruana para evitar que caiga en manos enemigas.